# Promachus hastatus
Promachus hastatus är en tvåvingeart som först beskrevs av Hobby 1936.  Promachus hastatus ingår i släktet Promachus och familjen rovflugor. Inga underarter finns listade i Catalogue of Life.